# روکو
روکو شهری در شهرستان روکو در استان بام در بورکینافاسوی شمالی است و جمعیت آن ۶٬۲۴۷ نفر است.